# Uşak (stad)

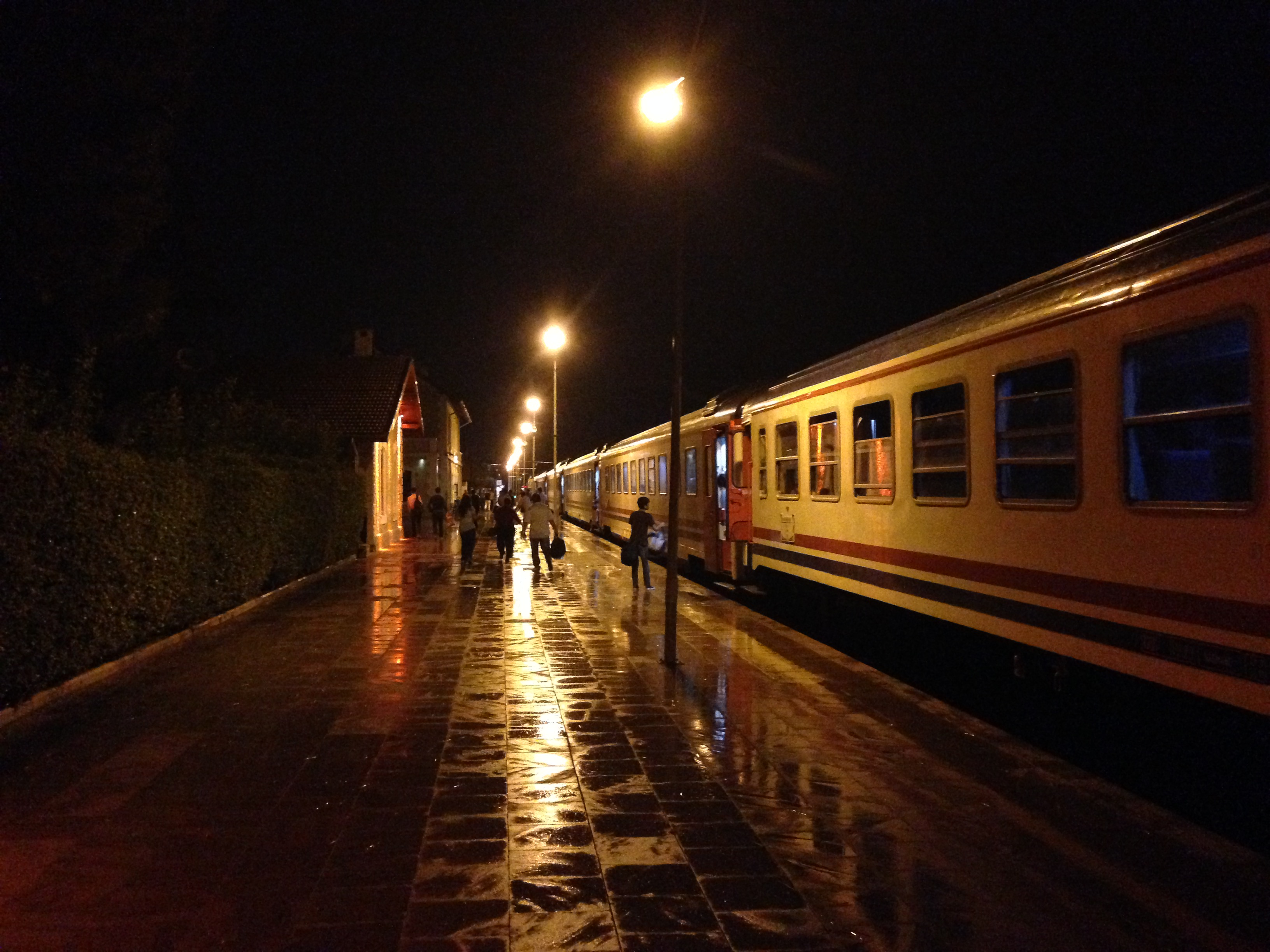
Station Uşak

Uşak (Uşşak) is een stad in de provincie Uşak, in het Egeïsche gebied dat in het westen van Turkije ligt. De stad ligt vlak bij steden zoals İzmir, Antalya en Denizli (Pamukkale). Er wonen ongeveer 174.000 mensen (2007).

## Geschiedenis
Uşak is altijd een belangrijke stad geweest. In de Romeinse tijd lag de stad in de handelsroute vanuit de Egeïsche zee naar de binnenlanden van Anatolië. In de Ottomaanse tijd werd de stad bewoond door Turken, Grieken en andere minderheden. De stad heeft een ook een belangrijke Schat die het museum van Uşak ligt, de beroemde “Lydian Treasure”, of schat van de Lydiërs. De schat bestaat uit honderden gouden munten, sieraden en vazen. Ze zijn gemaakt door de Lydiërs en genoemd naar Croesus, die door de beroemde Griekse schrijver Herodotus van Halicarnassus beschreven is als legendarische rijkdom. Bovendien waren de Lydiërs het eerste volk dat met geld handelde.

## Geboren
- Bayram Çetin (1985), voetballer

- Gemeinsame Normdatei: 4449030-6
- Virtual International Authority File: 245395134

Adana · Ankara · Antalya · Aydın · Balıkesir · Bursa · Denizli · Diyarbakır · Gaziantep · Kayseri · Mersin · Istanbul · İzmir · İzmit · Konya · Şanlıurfa
Adapazarı · Antiochië (Antakya) · Erzurum · Eskişehir · Kahramanmaraş · Malatya · Manisa · Mardin · Muğla · Altınordu · Samsun · Tekirdağ · Trabzon · Van
Adıyaman · Afyonkarahisar · Ağrı · Akhisar · Aksaray · Alanya · Batman · Bolu · Çanakkale · Ceyhan · Çorlu · Çorum · Darıca · Derince · Düzce · Edirne · Elazığ · Erzincan · Gebze · Giresun · İnegöl · İskenderun · Isparta · Karabük · Karaman · Kırıkkale · Kırşehir · Körfez · Kütahya · Lüleburgaz · Nazilli · Niğde · Osmaniye · Rize · Siirt · Sivas · Tarsus · Tokat · Turgutlu · Uşak · Yalova ·  Zonguldak